# Itako
Itako (潮来市 -shi) é uma cidade japonesa localizada na província de Ibaraki.
Em 2003 a cidade tinha uma população estimada em 31 613 habitantes e uma densidade populacional de 504,44 h/km². Tem uma área total de 62,67 km².
Recebeu o estatuto de cidade a 1 de Abril de 2001.